# 南部志穂
南部 志穂（なんぶ しほ、1982年2月5日 - ）は、CBCテレビ（CBC）のアナウンサー。

## 来歴
京都府京都市生まれ、兵庫県神戸市育ち。
子供のころは親が転勤族で、各地を転々としていた。岡山白陵中学校・高等学校、学習院大学経済学部経営学科卒業。
学生時代は、演劇同好会に所属していた。
2004年、NHK京都放送局に契約キャスターとして入局。2年間勤めた。
2006年、CBCテレビ(中部日本放送)にアナウンサーとして入社。毎年CBCでは入社時に約3ヶ月の研修期間があり、他局のように入社してすぐにテレビやラジオに出演することはないが、南部はNHKでキャスターの経験があっただけに、CBCに入社してすぐにテレビやラジオのニュースなどに出演していた。
地上デジタル放送推進大使には2007年頃に任命された。当初は占部沙矢香の控えポジションであったが、2009年7月1日付で占部が広報部に異動し、2か月後に大使の任を離れたため、しばらくは南部のみでバックアップ要員無しで地デジ関係の仕事に臨んでいた（2010年に入社した柳沢彩美がバックアップ要員となったため解消。なお、CBCを含めた中京広域圏3県の民放は、ぎふチャン、三重テレビ放送を含めて複数人体制を取っており、その時々の勤務状況に応じてイベント参加メンバーを決めている。）。
2014年に結婚。
2016年8月、『なるほどプレゼンター!花咲かタイムズ』、『多田しげおの気分爽快!!朝からP・O・N』で第1子の妊娠を発表する。
同年11月から産休に入るため、10月末で全番組を降板。その後第1子の男児を出産。
2017年8月より復帰。
2023年8月16日、『ドデスカ!』（名古屋テレビ放送）の「東海3県モーニングにメ～ロメロ」に出演。
2024年9月14日、『シネマ名古屋をどり』のトークショーで西川千雅（名古屋西川流四世家元）が、10月に行われる名古屋をどり舞台劇に南部が出演すると発表。10月16日、南部はInstagramで名古屋をどりNEO舞踊劇『名古屋ハイカラ華劇団』に出演することを知らせた。
稽古を経て、10月19日と10月20日に4公演全てに参加した。10月26日の『なるほどプレゼンター!花咲かタイムズ』では、南部が舞台劇に挑戦する様子が放送された。
同年10月、『世界野球プレミア12』の試合がCBCと名古屋テレビ放送で放送することから、互いの番組にコラボする形で『アナたちのメ～ロメロ！』（名古屋テレビ放送）の収録に参加した。収録したものは11月11日～13日と15日に放送。
同年12月4日、渡辺美香の代理で『きく!ラジオ』に出演。ニュースを読む以外でラジオ番組で喋るのは久しぶりであった。

## 人物
- 趣味：美味しものを食べること[1]、旅[15][1]、音楽鑑賞、温泉めぐり。カラオケはSIAM SHADEを歌う。
- 休日の過ごし方：子供とおでかけ、旅行[15]
- 家族：父、母、兄。結婚後は夫、息子[15]がいる。息子が中日ドラゴンズのファンで一緒に応援をしている[16]。

### エピソード
- CBCテレビに入社した頃は、元アナウンサーで社員の丸山蘭那から洋服を貰っていた[17]。
- 車の運転免許は持っているが、ペーパードライバーである[18]。

## 現在の担当番組

### テレビ
- なるほどプレゼンター!花咲かタイムズ（2008年4月 - 2016年10月、2017年8月 - ） - アシスタント
- チャント!（2019年7月8日 - 2021年3月26日、サブキャスター：月・金曜日）→（2021年4月1日 - 木曜日　暮らしのハッピーレンジャー）
  - （2023年8月16日） - リポーター
- CBCニュース（不定期）
- 歩道・車道バラエティ 道との遭遇（2023年4月 - ）- ナレーション

### ラジオ
- 北野誠のズバリ - ニュース

### インターネット
- ウラサカ（CBC公式YouTubeチャンネル、2020年 - ）
- CBCアナウンサーチャンネル（YouTubeチャンネル、2022年1月 - )

## 過去の担当番組

### テレビ
NHK京都放送局在籍時
- ニュース610 京いちにち（2004年 - 2006年3月31日） - キャスター

CBC移籍後
- とく宣（不定期）
- イッポウ - 火曜日、楽カジのコーナーを担当
- ちきゅう屋駄菓子店（2007年4月15日 - 2008年9月28日）
- お宝発信タワー DAI-NAMO（2011年4月6日 - 2011年9月21日）- アシスタント
- ゴゴスマ〜GO GO!Smile!〜（2013年4月 - 2014年3月）- 火曜リポーター
  - （2023年8月16日）- 中継リポーター[注 1]
- High FIVE!! 絶対☆バズるアスリート（2019年7月 - 2020年5月）
- キューピー3分クッキング（2020年5月24日 - 2020年5月16日、2021年4月30日 - 2024年11月2日）- アシスタント

他局の出演
- ドデスカ!（2023年8月16日、名古屋テレビ放送）- 「東海3県モーニングにメ～ロメロ」、島津咲苗と共演
- アナたちのメ～ロメロ！（2024年11月11日 - 13日・15日、名古屋テレビ放送）- 望木聡子と共演[19][20][2][21]。
- 週刊さんまとマツコ（TBSテレビ）（2025年1月23日SP、1月26日#163）

### ラジオ
- 小堀勝啓の心にブギウギ!（2006年4月7日 - 2009年4月3日）- 金曜日リポーター
- Link!!（2007年10月3日 - 2008年3月26日、2008年10月1日 - 2009年4月1日） - 水曜日、金曜日パーソナリティ[22]
- 河原龍夫のヒット! ヒット! パラダイス（2009年4月6日 - 2013年9月23日）- パーソナリティ
- とくモリ! （2009年4月6日 - 2012年3月26日）- 月曜アシスタント
- きく!ラジオ（2009年4月6日 - 2013年3月25日）- 月曜アシスタント
  - （2024年12月4日） - パーソナリティ[23]
- 多田しげおの気分爽快!!朝からP・O・N（2013年10月2日 - 2016年9月22日）- 水曜→水曜・木曜担当。

### 映画
- 大奥〜永遠〜［右衛門佐・綱吉篇］（2012年12月22日）- エキストラ
- 正体（2024年11月29日) - ニュースを読むアナウンサー 役

### トークショー
- HAPPY FEM　FES（2024年3月9日、松坂屋名古屋店）[24]

### 舞台
- 名古屋をどりNEO舞踊劇「名古屋ハイカラ華劇団」（2024年10月19日～20日、名古屋市公会堂）- 男性知事 役と女性 役

### インターネット

#### 他局の出演
- メ～テレ公式チャンネル（2024年11月8日[10]、11月11日[19]、11月12日[20]、11月13日[2]、11月15日[21]）